# Transit de Vénus de 1639

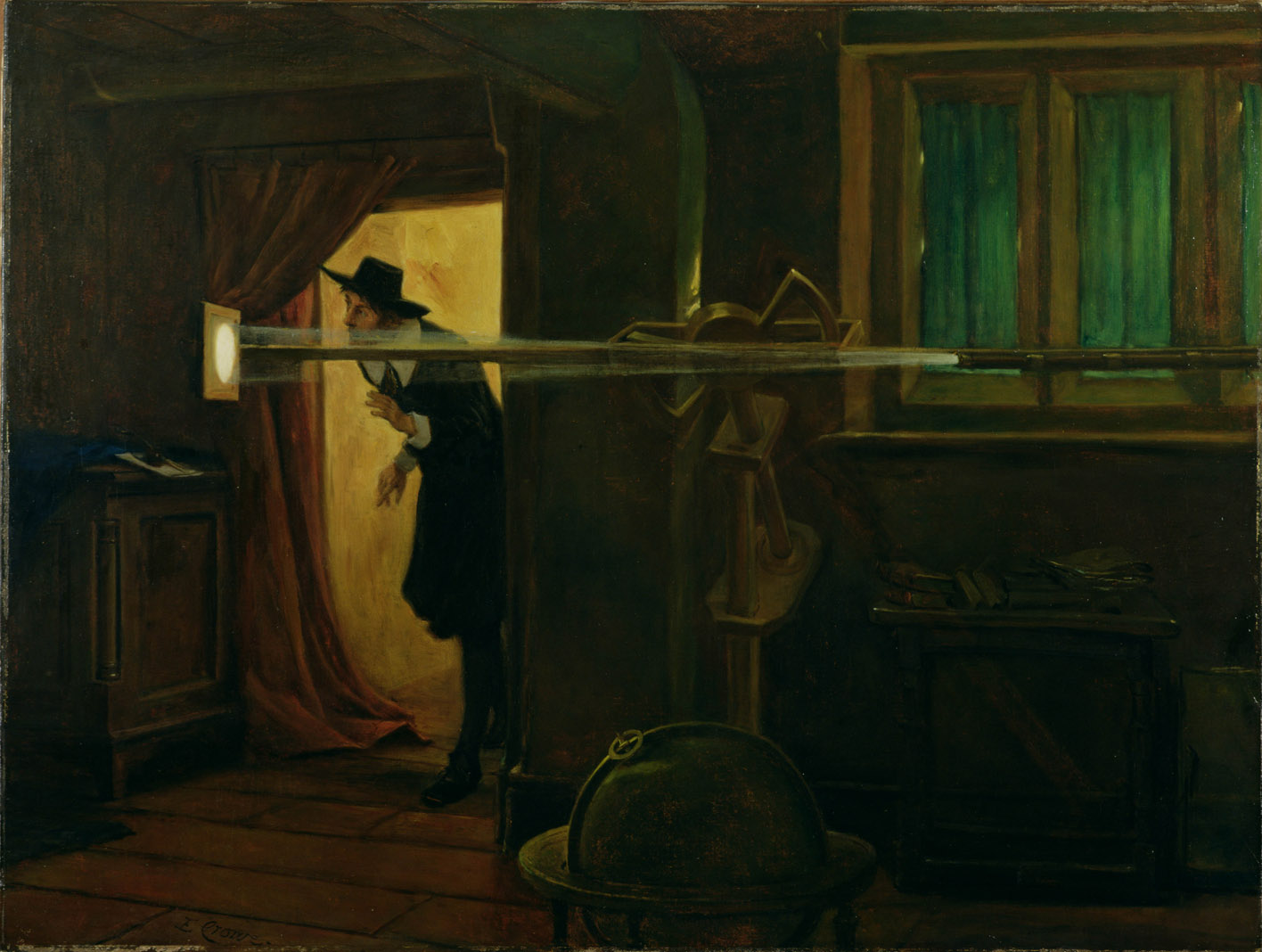
Jeremiah Horrocks observant le transit de Vénus en 1639 (The Founder of English Astronomy par Eyre Crowe, 1891).

Le transit de Vénus de 1639 est le premier transit de la planète dont on connait des observations astronomiques, réalisées le 4 décembre 1639 par les astronomes anglais Jeremiah Horrocks et William Crabtree. Les deux astronomes, amis et correspondants, réalisèrent leurs observations indépendamment en Angleterre.
Horrocks et Crabtree, disciples des théories nouvelles de Johannes Kepler, étaient des astronomes autodidactes qui travaillèrent méthodiquement pour corriger et améliorer les tables rudolphines de Kepler. En 1639, Horrocks fut le seul astronome à réaliser qu'un transit de Vénus était imminent ; les autres ne prirent conscience de l'évènement qu'après la publication du compte rendu des observations de Horrocks. Les deux amis moururent dans les cinq années qui suivirent, mais leur travail eut une importance considérable pour établir la taille du système solaire ; en partie pour ces raisons, Horrocks et Crabtree, ainsi que leur correspondant William Gascoigne, sont considérés comme les fondateurs de la recherche astronomique britannique.

## Caractéristiques
Le transit a lieu le 4 décembre 1639 dans le calendrier grégorien (24 novembre dans le calendrier julien). Il est alors visible dans sa totalité dans les actuels États-Unis (mis à part dans leurs extrêmes nord-est et nord-ouest), dans le sud du Canada central, en Amérique centrale et dans l'ouest des Antilles et de l'Amérique du Sud. Il l'est au lever du soleil dans la quasi-totalité de l'Afrique et en Europe de l'Ouest (dont les îles Britanniques). Il l'est au coucher du soleil dans l'océan Pacifique, jusqu'en Australie.
La durée totale du transit est de 6 heures et 57 minutes. Les contacts ont lieu aux moments suivants (en temps universel) :
| 1er contact :     | 14:57 |
| 2e contact :      | 15:15 |
| Transit maximal : | 18:25 |
| 3e contact :      | 21:36 |
| 4e contact :      | 21:54 |

## Historique

### Contexte

#### Travaux de Kepler

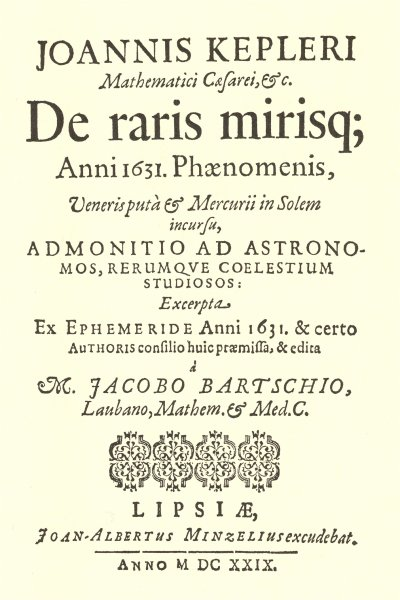
De raris mirisque anni 1631 phaenomenis de Kepler, sur l'imminence des transits de Mercure et de Vénus en 1631.

Au XVIIe siècle, deux développements permettent de prévoir et d'observer des transits de planètes devant le Soleil : le télescope et les travaux astronomiques de Johannes Kepler qui supposent des orbites elliptiques plutôt que circulaires.
En 1619, Kepler publie ses tables rudolphines. Dix ans plus tard, il en publie des extraits dans De raris mirisque anni 1631 phaenomenis qui inclut une admonitio ad astronomos (« avertissement aux astronomes ») à propos du transit de Mercure en 1631 et des transits de Vénus en 1631 et 1761. Le transit de Mercure est observé comme prévu par Jean-Baptiste Cysat à Innsbruck, Remus Quietanus à Rouffach et Pierre Gassendi à Paris, justifiant l'approche de Kepler. Toutefois, leurs observations remettent en question les théories sur le système solaire, Mercure étant observé nettement plus petit qu'attendu, suggérant que l'observation d'un transit de Vénus serait plus utile scientifiquement.
Les calculs de Kepler lui indiquent que le transit de Vénus de 1631 serait surtout visible depuis le continent américain, mais il ne se fie pas entièrement à ses prévisions et conseille aux astronomes européens de se préparer à observer l'évènement. Gassendi et d'autres en Europe suivent ses conseils, mais, comme prévu, le soleil est sous l'horizon pendant le transit,. Selon les calculs modernes, des observateurs en Italie et le long de la Méditerranée orientale auraient pu observer la fin du transit, mais aucune observation de ce genre n'est connue.
Kepler ne prédit pas de transit de Vénus pour 1639,. Le transit suivant n'étant pas attendu avant 121 ans, les astronomes concentrent alors leurs efforts ailleurs.

#### Jeremiah Horrocks
Jeremiah Horrocks (ou parfois Horrox) nait à Toxteth Park, actuellement partie de Liverpool ; son père, James, est horloger et sa mère, Mary Aspinwall, vient d'une famille influente de Toxteth Park. Plusieurs membres de la famille Aspinwall exercent dans l'horlogerie et un oncle horloger aurait intéressé Jeremiah à l'astronomie. Il rejoint l'Emmanuel College et université de Cambridge en 1632, où il étudie probablement les arts, les langues classiques, un peu de géométrie et d'astronomie traditionnelle, mais pas les derniers travaux de Galilée, Tycho Brahe et Kepler. Il profite de son temps libre pour apprendre l'astronomie mathématique et se familiariser avec les dernières idées. En 1635, il quitte Cambridge sans diplôme, probablement par manque d'argent pour poursuivre ses études.
Horrocks est le premier à démontrer que la Lune suit une orbite elliptique autour de la Terre. Il écrit également un traité d'astronomie képlérienne et commence à explorer mathématiquement les propriétés d'une force qui deviendra par la suite connue comme la gravitation ; Isaac Newton rend hommage à Horrocks dans ses Philosophiae Naturalis Principia Mathematica.

#### William Crabtree

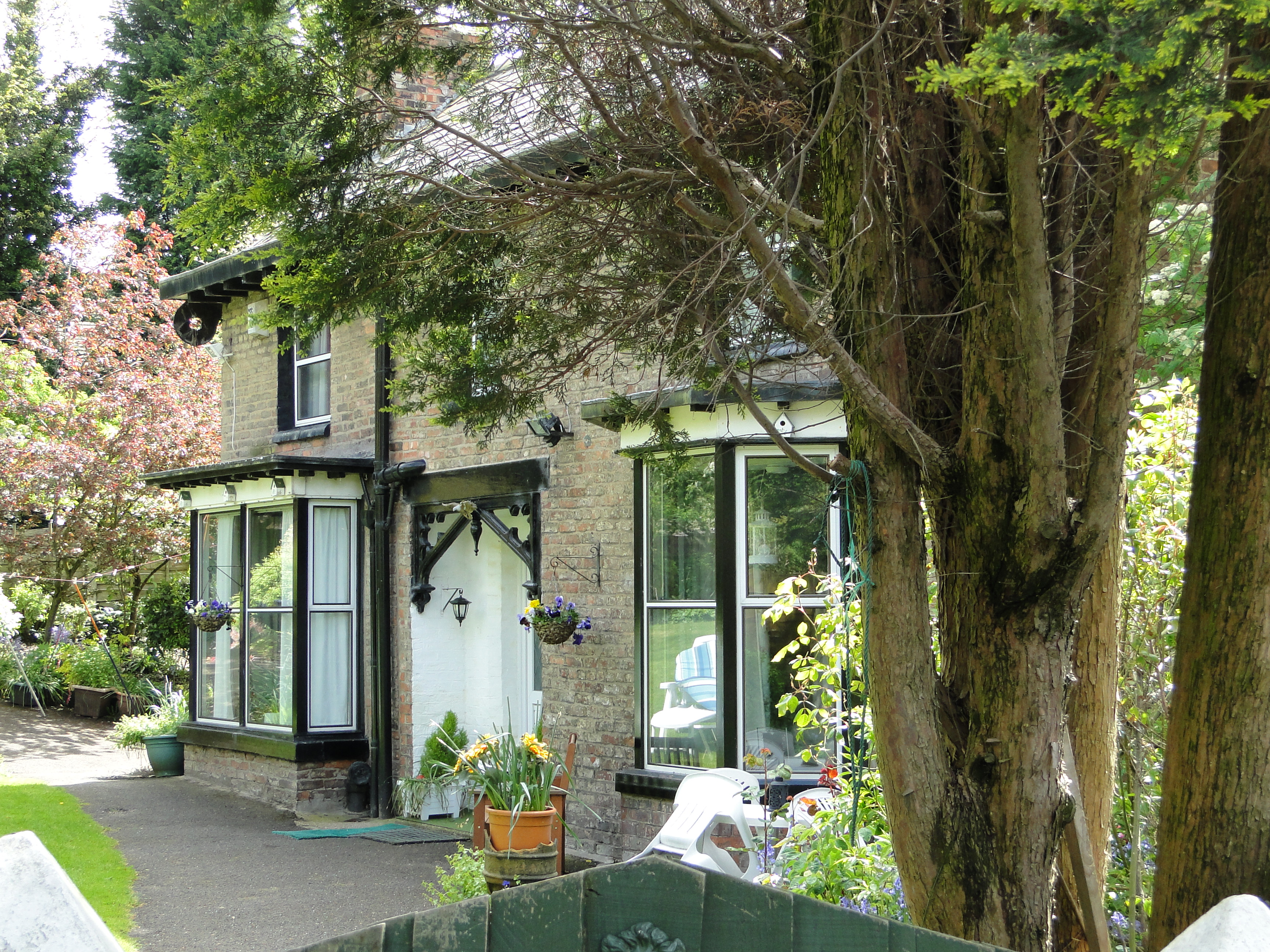
Ivy Cottage, Broughton : probablement la résidence de William Crabtree.

William Crabtree (1610–1644) est un marchand de vêtements de Broughton Spout, un hameau de Broughton près de Manchester (actuellement situé à Salford). Fils de John Crabtree, un fermier assez riche du Lancashire, et d'Isabel Crabtree, il reçoit une éducation dans une grammar school de Manchester. Il travaille à Manchester et épouse la fille d'une riche famille ; dans son temps libre, il étudie les mathématiques et l'astronomie. Il mesure précisément les mouvements des planètes, entreprend des calculs astronomiques précis et réécrit les tables rudolphines de façon plus précise. Il maintient une correspondance active avec Horrocks, les astronomes William Gascoigne et Christopher Towneley, et Samuel Foster, professeur d'astronomie au Gresham College de Londres. On ignore si Horrocks et Crabtree se sont jamais rencontrés en personne, mais à partir de 1636, ils correspondent régulièrement du fait de leur intérêt commun pour les travaux de Kepler.
Les observations de Crabtree le convainquent qu'en dépit de leurs erreurs, les tables rudolphines de Kepler sont meilleures que les tables de Lansberge, alors couramment utilisées. En 1637, il convainc Horrocks de la supériorité du système képlérien et, à l'aide de leurs observations, ils corrigent de nombreuses erreurs dans les tables de Kepler.

#### Transit de Mercure
Le 29 septembre 1638, Horrocks écrit à Crabtree au sujet du probable prochain transit de Mercure, le 21 octobre 1638 (calendrier julien), que les tables de Kepler ne prédisent pas. Il explique qu'il a l'intention de construire ce qui sera plus tard appelé un hélioscope, en attachant son télescope à « un bâton oblong, portant une surface plane perpendiculairement pouvant recevoir l'image du Soleil. » Finalement, aucun transit de Mercure ne se produit, la planète passant au-dessus du Soleil, mais l'évènement est un coup d'essai important pour l'observation ultérieure du transit de Vénus.
En octobre 1639 (calendrier julien), Horrocks calcule que les transits de Vénus ne se produisent pas seuls, mais par paires à huit ans d'intervalle, et réalise que le deuxième transit se produira dans moins de quatre semaines. Il est convaincu qu'il est possible de mesurer le diamètre apparent de la planète à moins d'une seconde d'arc près lorsque son disque est visible devant la surface du Soleil (la précision de l'époque étant d'une minute d'arc lorsque Vénus est observée près du Soleil). Il écrit à son jeune frère et à Crabtree, leur conseillant d'observer l'évènement le 24 novembre (4 décembre dans le calendrier grégorien),.

### Observation du transit

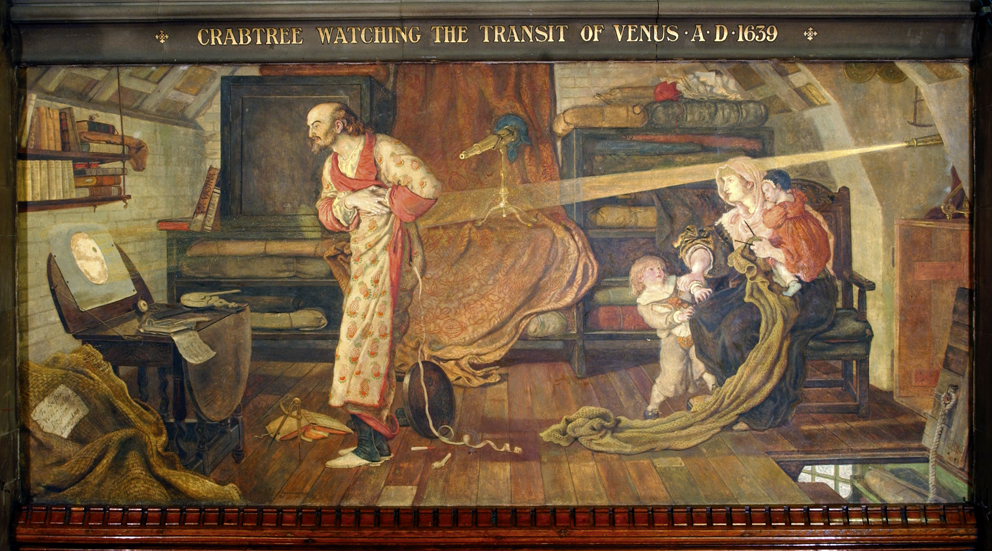
Crabtree observant le passage de Vénus A.D. 1639 par Ford Madox Brown.

Avant le transit, Horrocks s'inquiète du possible temps défavorable pour l'observation, pensant qu'une telle conjonction planétaire rare peut rendre le temps mauvais.
Vers midi le 23 novembre, Horrocks assombrit sa chambre à Much Hoole et focalise les rayons du Soleil provenant de la fenêtre sur le papier où son image peut être observée sans danger. À Much Hoole (dont il détermine la latitude à 53° 35'), il calcule que le transit doit débuter vers 3 heures de l'après-midi le 24, mais démarre ses observations la veille de peur de manquer l'évènement si ses calculs sont imprécis. Le 24, il commence l'observation au lever du soleil ; le temps est nuageux mais il perçoit la petite ombre noire de Vénus traversant le Soleil vers 15:15, et l'observe pendant une demi-heure jusqu'au coucher,.
Crabtree commence ses observations de façon similaire mais ne dispose pas d'assez de temps pour des mesures, le ciel étant nuageux au-dessus de Broughton : il n'aperçoit que brièvement le transit. Il réussit toutefois à tracer un croquis rapide de Vénus devant le Soleil, lui permettant d'estimer son diamètre angulaire à 1′ 3″, précis à une seconde d'arc ; les estimations de Horrocks, 1′ 12″, sont moins précises.

### Résultats

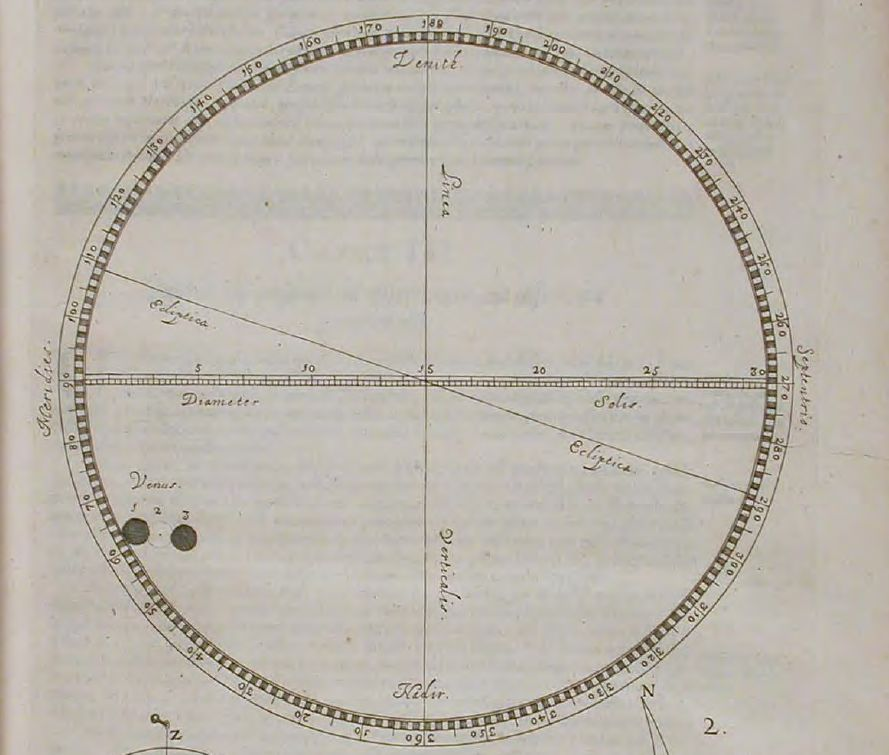
Une image du disque solaire qu'Hevelius ajoute dans son rapport, basée sur la description de Horrocks. Cette image ne donne pas toutefois une représentation correcte de ce que Horrocks a observé,.

Kepler ayant découvert que la distance entre les planètes s'accroit en proportion de leur distance au Soleil, il est conduit à supposer que l'univers est une création divinement harmonieuse et que la taille des planètes doit augmenter de même. Lorsque les mesures de Horrocks semblent confirmer la chose, celui-ci propose une règle selon laquelle toutes les planètes (à l'exception de Mars) ont le même diamètre angulaire depuis le Soleil, soit 28 secondes d'arc. Cela suppose que l'hypothèse de Kepler sur la taille des planètes est exacte et conduit Horrocks à conclure de façon erronée que la distance entre chaque planète et le Soleil est d'environ 15 000 fois son rayon. Il estime alors la distance entre la Terre et le Soleil à environ 97 millions de kilomètres, suggérant un système solaire dix fois plus grand que les estimations traditionnelles,. Bien que plus faible que la distance actuellement connue (150 millions de kilomètres) et basée sur de fausses prémisses, elle est toutefois plus précise que tout ce qui est suggéré à l'époque.
Horrocks écrit un traité en latin, Venus in Sole visa (Vénus vue du Soleil), basé sur ses observations, mais meurt subitement de causes inconnues le 3 janvier 1641, à 22 ans.

### Influence

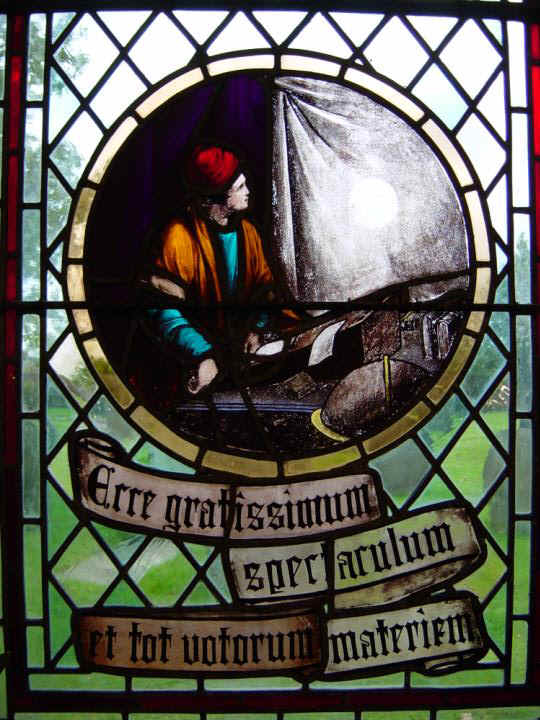
Mémorial à Jeremiah Horrocks dans l'église St Michael de Hoole. Le texte est tiré du rapport d'observation de Horrocks : « Ecce gratissimum spectaculum et tot votorum materiem ».

Quelques brouillons de Venus in Sole Visa sont conservés par Crabtree, qui meurt en 1644, trois ans après Horrocks. Leur autre correspondant, William Gascoigne, meurt la même année à la bataille de Marston Moor. Les papiers de Horrocks restent dans sa famille pendant quelque temps ; certains sont détruits pendant la guerre civile, d'autres sont emmenés en Irlande par son frère Jonas et perdus, d'autres encore tombent entre les mains de l'astronome Christopher Towneley et sont consultés par Jeremy Shakerley, qui écrit trois livres d'astronomie vers le milieu du XVIIe siècle. Les derniers sont détruits pendant le grand incendie de Londres en 1666. Les manuscrits circulent largement à la fin des années 1650 mais demeurent non publiés pendant plusieurs années.
Le couronnement de Charles II a lieu le 23 avril 1661 (3 mai dans le calendrier grégorien), le jour d'un transit de Mercure. L'astronome néerlandais Christian Huygens, présent lors de la cérémonie, entend parler du manuscrit de Horrocks, découvert en 1659 par John Worthington (universitaire), maître au Jesus College de Cambridge et alumnus de l'Emmanuel College à la même époque que Horrocks, avec quelques fragments de sa correspondance avec Crabtree,. Huygens, connaissant l'astronome polonais Johannes Hevelius, lui confie le manuscrit. Hevelius l'ajoute à son rapport sur le transit de Mercure, Mercurius in sole visus Gedani, publié en 1662,. Cette publication consterne la nouvelle Royal Society quand elle réalise qu'un papier aussi important, écrit par un Anglais, a été négligé par son propre pays pendant si longtemps. Elle prend sur elle de publier la quasi-totalité des écrits restants de Horrocks comme Opera posthuma en 1672–73.
L'observation du transit est perçue par beaucoup comme la naissance de l'astronomie moderne au Royaume-Uni. John Flamsteed (1646-1719) dit plus tard qu'il considère Horrocks, Crabtree et Gascoigne comme les fondateurs de la recherche astronomique britannique et les héritiers intellectuels de Galilée et Kepler. Il commence son Historia Coelestis Britannica (1725) par cinq pages de leurs lettres et observations entre 1638 et 1643.